# M47 (Kampfpanzer)

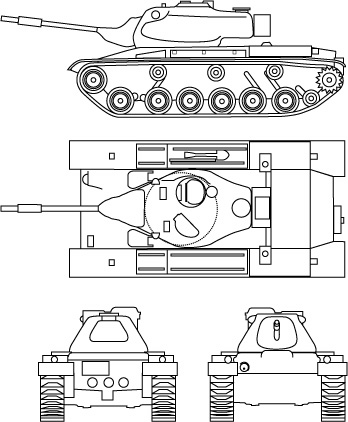
Vierseitenzeichnung des M47

Der M47 Patton war ein Kampfpanzer der Zeit des Kalten Krieges aus US-amerikanischer Produktion. Die offizielle Bezeichnung des Army Department war: „M47 Medium Tank – 90 mm Gun“. Benannt war das Fahrzeug nach General George S. Patton, dem Kommandeur der 3. US-Armee während des Zweiten Weltkriegs.
In der US Army wurden die nur in geringer Stückzahl eingesetzten M47 durch den M48 und M48A1 abgelöst. Der M47 wurde auch in der neu aufgestellten Bundeswehr verwendet. Sie führte als Nachfolgemodell den M48A2C ein, das österreichische Bundesheer rüstete einige Jahre später auf den Kampfpanzer M60 um. Zu Beginn des Bosnienkrieges 1992 wurde der M47 noch vereinzelt durch die Bosnisch-Herzegowinischen Streitkräfte eingesetzt; heute wird der Panzer nicht mehr verwendet.

## Beschreibung
Nachdem bei der US Army die Panzer-Klassifizierung in leichte, mittlere und schwere Panzer aufgegeben worden war, wurde dieser Panzer in die Kategorie „Tank, Gun, 90 Millimeter“ eingestuft.
Das Fahrzeug hatte in der ursprünglichen Version eine Besatzung von fünf Mann. Der Fahrer saß im Bug links, der Funker, welcher gleichzeitig als MG-Schütze fungierte, rechts neben ihm. Kommandant und Richtschütze hatten ihren Platz im Turm rechts, der Ladeschütze links. Eine ABC-Schutzanlage war nicht vorhanden.
Die Wanne bestand aus Panzerplatten und gegossenen Teilen, die miteinander verschweißt waren. Der Kampfraum wurde durch eine Schottwand vom Triebwerksraum abgetrennt. Die Kommandantenkuppel auf dem ellipsenförmigen Turm war mit fünf Winkelspiegeln und einem nach vorn gerichteten Periskop ausgerüstet. Im rechten hinteren Teil des Turms befand sich eine geschützte Öffnung für einen elektrischen Ventilator. Die Plätze von Kommandant und Ladeschütze waren mit kleinen Klappsitzen ausgestattet; der Richtschütze und die beiden Soldaten im Bug verfügten über Sitze mit fester, gepolsterter Rückenlehne. Zwischen und hinter den beiden Sitzen im Bug war eine Feuerlöschanlage installiert, die aus drei Flaschen zu je fünf Kilogramm Kohlensäure bestand und die nur für den Motorraum aktiviert werden konnte. Eine Auslösung der Feuerlöschanlage war von Hand innerhalb und auch außerhalb des Panzers möglich. Der externe Auslösemechanismus befand sich hinter der Luke des Funkers/MG-Schützen und war von einer Metallhaube geschützt. Auf dem Boden des Kampfraumes sowie auf dem Boden des Triebwerkraumes befanden sich je eine Lenzpumpe. Das Fahrzeug war mit einer Sprechfunkanlage ausgerüstet, inklusive einer Außenbordsprechverbindung, die aus einem Telefonhörer mit einem 3,3 Meter langen Kabel bestand. Die Außenbordsprechanlage befand sich in einem verschließbaren Blechkasten auf der hinteren rechten Kettenabdeckung.
Die Kanone wurde als halbautomatisch bezeichnet (semi-automatic), da der Fallkeilverschluss nach dem Einführen der Patronenmunition selbsttätig schloss. Nach dem Schuss öffnete sich der Verschluss ebenfalls wieder selbsttätig und die Hülse wurde ausgeworfen. Das Rohr war in eine hydraulisch betätigte Rohrwiege eingelegt; diese erlaubte einen Rohrrücklauf von bis zu 38 cm. Kommandant und Richtschütze benutzten das gleiche Zielfernrohr, wobei der Kommandant den Richtschützen übersteuern konnte. Eine 360°-Drehung des Turmes dauerte zehn Sekunden.
Im Turmkorb befanden sich elf Patronen Bereitschaftsmunition; der Rest lagerte im Kampfraum. Die Patronen waren die gleichen wie für die frühere 90-mm-Kanone M3A1. Das Gewicht der Patronen war je nach Typ unterschiedlich hoch und reichte von sechs Kilogramm bis zu 13,5 Kilogramm
Die Mündungsbremse wurde in drei verschiedenen Versionen ausgeliefert:
- als aufgesetzte Hülse
- als vorn angeschnittenes Traversenrohr
- als geschlossenes Traversenrohr

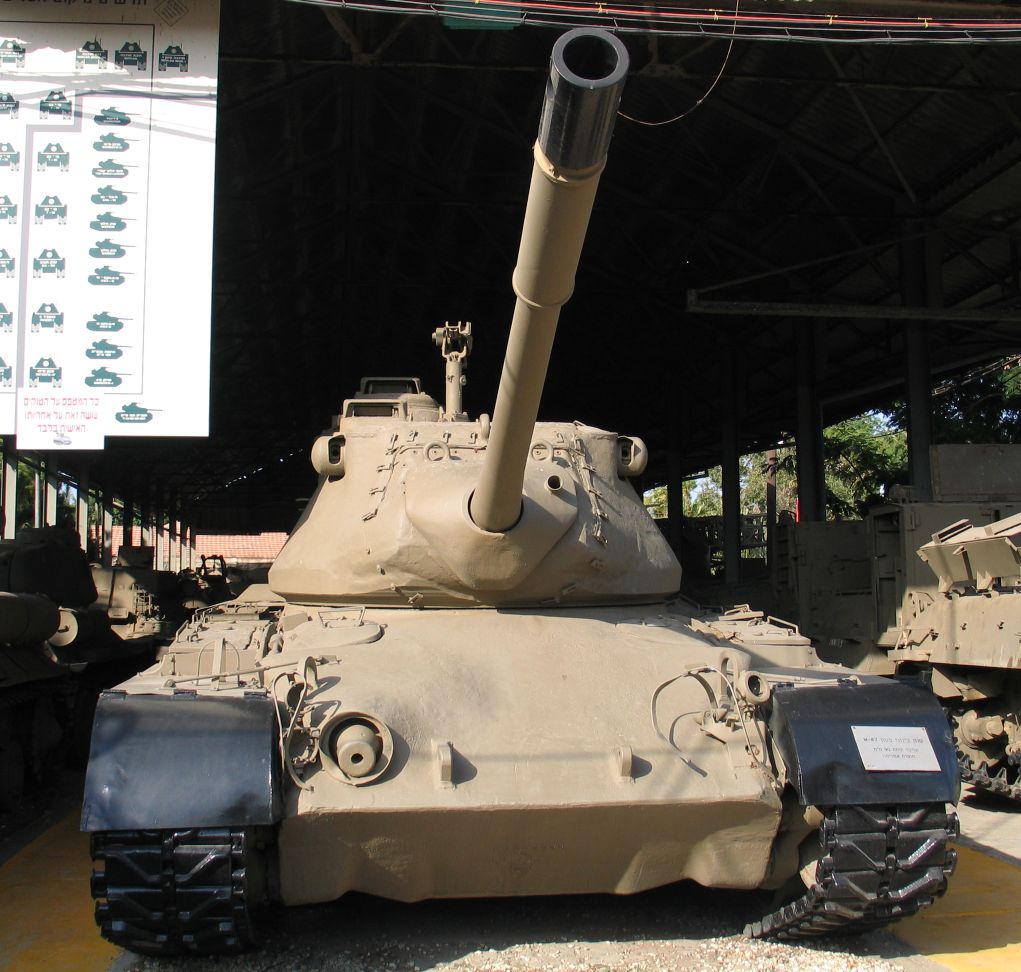
Mündungsbremse als aufgesetzte Hülse

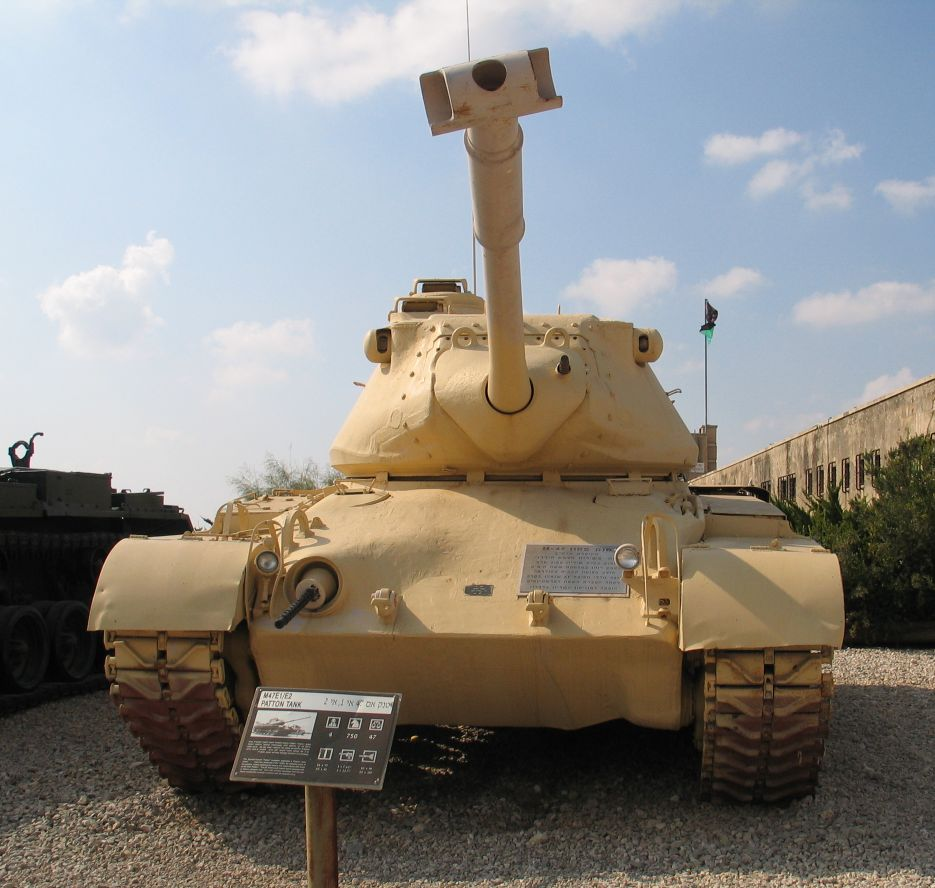
Mündungsbremse als vorn angeschnittenes Traversenrohr

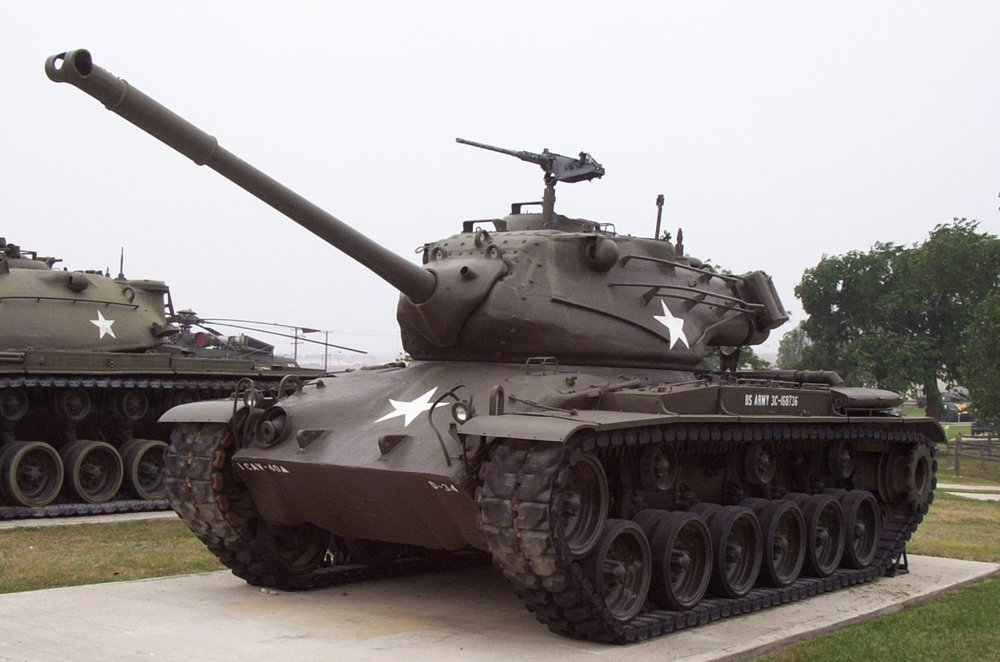
Mündungsbremse als geschlossenes Traversenrohr

Der Stückpreis im ersten Baulos betrug 129.000 US-Dollar.

## Geschichte
Der seit dem Ende des Zweiten Weltkrieges bei der US Army vorhandene Kampfpanzer M26 Pershing und dessen Modifikation M46 waren bei Beginn des Koreakrieges an der Grenze ihrer Leistungsfähigkeit angelangt. Der neue langfristige Standardpanzer der US Army befand sich jedoch noch in der Vorentwicklung, weshalb eine schnelle Zwischenlösung verlangt wurde. Der Turm des neuen Panzers mit der Bezeichnung T42 war bereits baureif, nicht jedoch das Fahrgestell. So fiel die Entscheidung, die Wanne des M46 zu modifizieren und mit dem Turm T42 auszustatten. 1951 begann die Fertigung im Detroit Tank Arsenal und bei American Locomotive Company.
Da das Fahrzeug von Anfang an nur als Zwischenlösung angesehen wurde, legte man auf Weiterentwicklung und Abwandlungen wenig Wert. Bereits mit dem Produktionsbeginn des M47 war der Auftrag für den Nachfolgepanzer M48 ergangen. Die vorhandenen M47 waren nach ihrem nur kurzen Einsatz bei den US-Streitkräften nahezu vollständig an befreundete Staaten abgegeben worden.
Im Jahr 1955 lieferte die US-Regierung 1.120 Panzer vom Typ M47 Patton als Hilfsmaßnahme an die Bundesrepublik Deutschland zum Aufbau der neu aufgestellten Bundeswehr.

## Kampfeinsätze
Im Sechstagekrieg 1967 wurde der Panzer von den jordanischen Streitkräften in der West Bank gegen Israel eingesetzt. Die Jordanier verloren viele ihrer M47-Panzer durch die israelische Luftwaffe.
Bei der Invasion der Insel Zypern im August 1974 waren türkische M47 beteiligt. Während der Kampfhandlungen war es der zypriotischen Nationalgarde gelungen, einen intakten Panzer des Typs (Baunummer 092273) zu erbeuten. Verschiedene Quellen erwähnten das Fahrzeug noch 1993 als einsatzbereit.
Die Version M47M wurde von Pakistan im Krieg gegen Indien und dem Iran im Krieg gegen den Irak eingesetzt.
Kroatien verfügte im Krieg gegen Serbien 1991 über etwa 20 dieser Panzer. Die Unterlegenheit gegenüber den serbischen T-55 war jedoch so offensichtlich, dass die Fahrzeuge schnellstmöglich wieder zurückgezogen wurden. Die verbliebenen 16 Panzer sind inzwischen ausgemustert und dienen als Hartziel auf Schießanlagen.

## Einsatz in den Medien
In Kriegsfilmen wie „Die letzte Schlacht“ (über die Ardennenoffensive) und „Patton – Rebell in Uniform“ stellten M47 deutsche Panzer dar. Im zweiten Teil von „Steiner – Das Eiserne Kreuz“ stellten sie amerikanische M4 Sherman dar, nachdem Originalfahrzeuge für diese Zwecke nicht mehr verfügbar waren.
Arnold Schwarzenegger kaufte 1994 vom Österreichischen Bundesheer den M47 Patton, in dem er 1965 seinen Wehrdienst ableistete.

## Varianten
M47M
Ende der 1960er-Jahre wurde den Benutzerstaaten eine Kampfwertsteigerung für den M47 als Version M47M angeboten. Dieses Fahrzeug war mit dem Dieselmotor und der Feuerleitanlage des Kampfpanzers M60A1 ausgestattet. Der Motor war ein Continental AVDS-1790-2A mit Turbolader. Die Abgasanlage wurde von der Kettenabdeckung, auf der sich je ein Auspufftopf befand, in die Motorrückwand verlegt („radiator grille“), ähnlich dem beim M48A1 und dem M60 verwendeten System. Als Getriebe diente das CD-850-6A. Der Funker und MG-Schütze vorn rechts im Bug entfiel; der dadurch frei gewordene Platz wurde mit einem Gestell für 22 Patronen der 90-mm-Munition ausgefüllt. Ebenso entfiel die separate Kettenspannrolle zwischen dem letzten Laufrad und dem Antriebsrad; die Kette wurde nunmehr durch die Umlenkrolle gespannt. Um mehr Platz für die Ölwanne des neuen Motors zu schaffen, wanderten die hinteren Laufräder um 9,7 cm nach hinten.
Die Firma Bowen-McLaughlin-York Inc. rüstete 574 Fahrzeuge um. Dafür wurde im Iran eigens eine Fabrik errichtet. Diese verbesserten Fahrzeuge kamen im Iran und in Pakistan zum Einsatz. Im Yad La-Shiryon Museum in Latrun (Israel) befindet sich ein Fahrzeug mit dem charakteristischen Abgasaustritt der Serie M47M oder M47E2. Anhand der bei Commons zur Verfügung gestellten Bilder dürfte jedoch erkennbar sein, dass es sich um die Variante mit der 105-mm-Kanone und somit um ein in Spanien oder Italien kampfwertgesteigertes Fahrzeug handelt.
M102

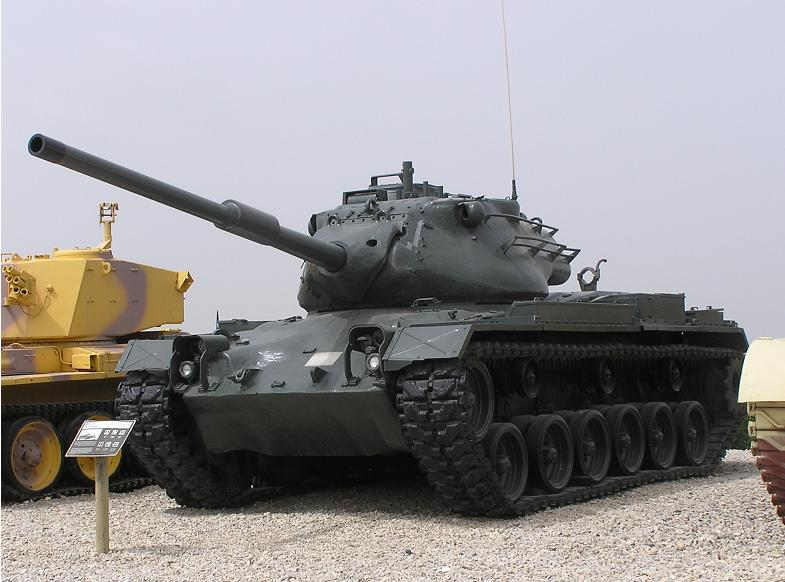
M47E2 mit 105-mm-Kanone

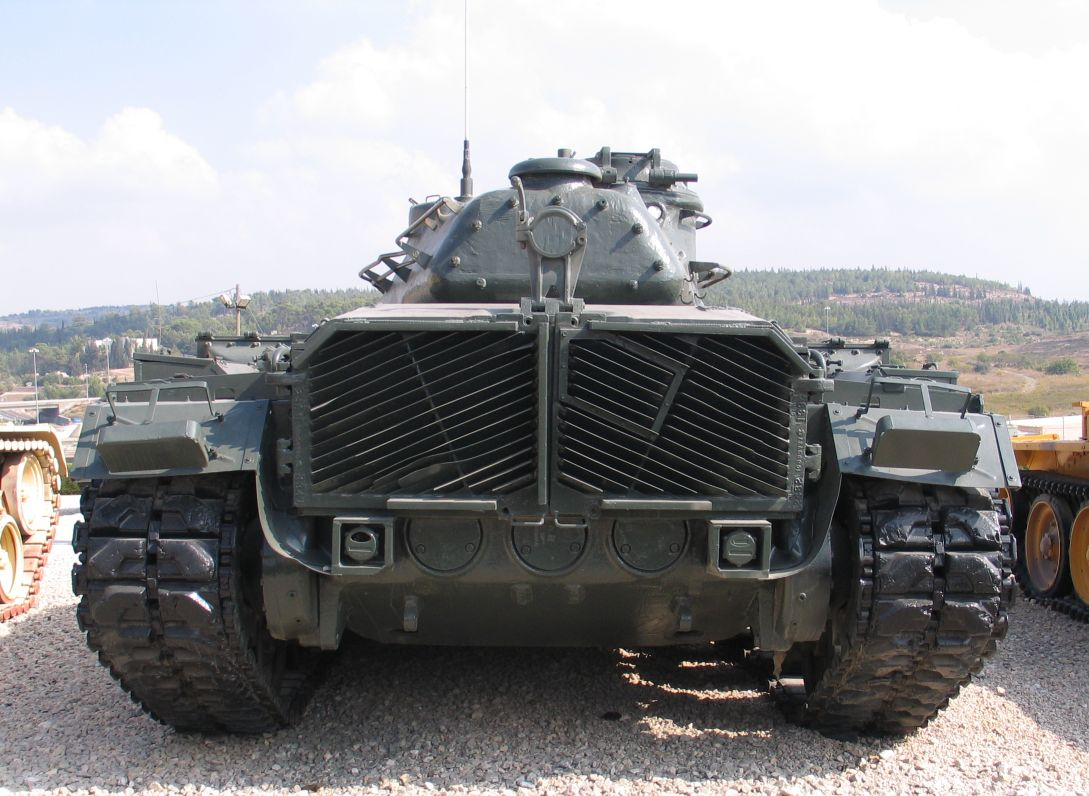
M47E2 in Israel, ohne Staukasten am Turm. Auspuffgrill des Kpz M48

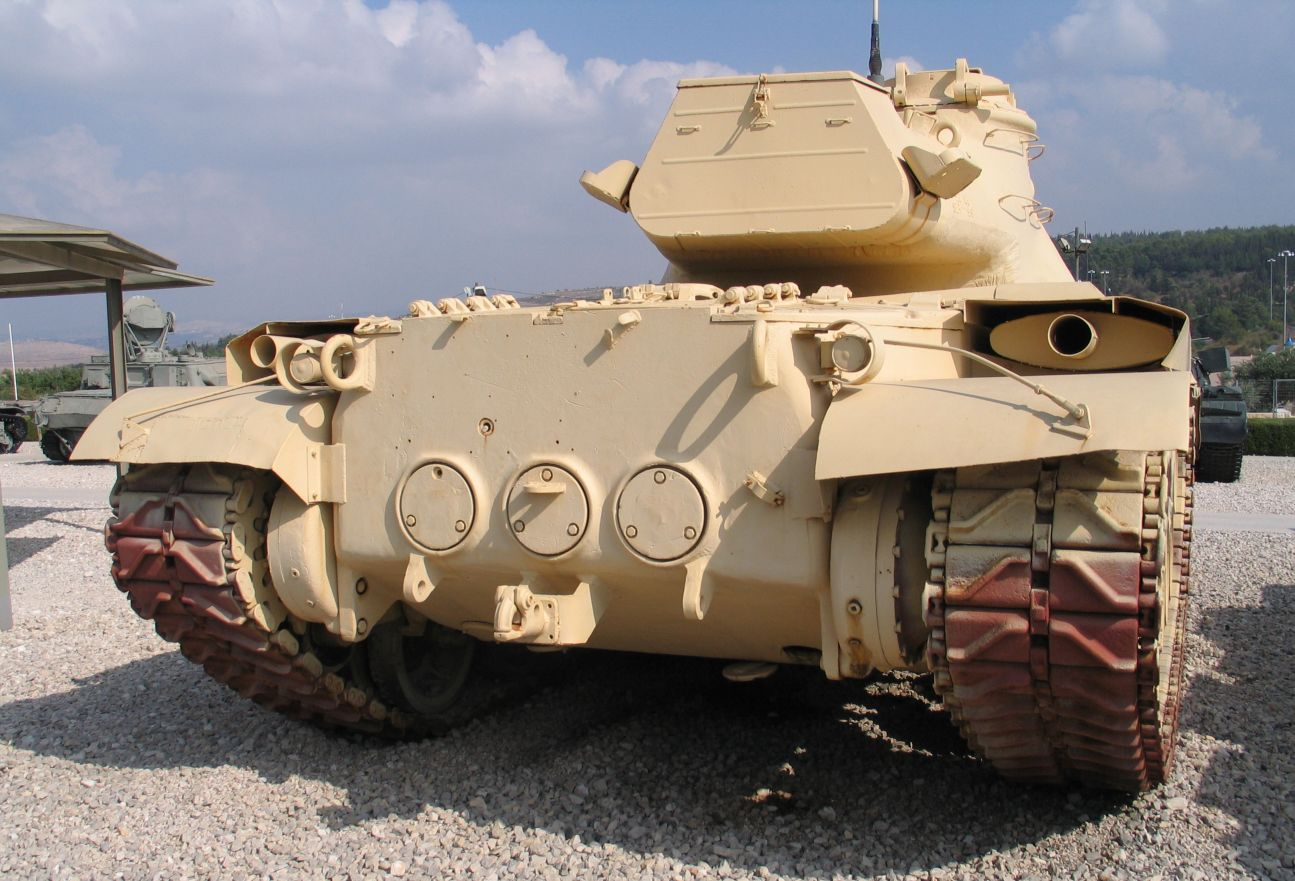
Heckansicht der ursprünglichen Ausführung mit Staukasten am Turmheck

Als Pionierpanzer vorgesehenes Fahrzeug. Eine Version war nur mit einem Räumschild (Typ M6 – Earth Moving Tank Mounting Bulldozer) ausgestattet. Eine weitere Version verfügte außerdem über einen Kranarm am Bug sowie einen weiteren auf der Motorabdeckung. Die Kanone war hier gegen eine 105-mm-Haubitze ausgetauscht worden. Ob und wann dieses Gerät je eingesetzt wurde, ist nicht bekannt.
T66
Prototyp eines Flammenwerferpanzers. Eine Serienfertigung fand nicht statt.

## Umbauten in anderen Ländern
Mehrere Staaten, die von den USA mit diesem Fahrzeug ausgestattet worden waren, führten im Laufe der Jahre Verbesserungen und Umbauten aus. Österreich, Frankreich, Italien und Spanien änderten die Feuerleitanlage und tauschten das Infrarot-Fahrgerät gegen einen Restlicht-Bildverstärker aus. Nach der Lieferung nach Italien wurde dort das Browning-M2-Maschinengewehr durch ein Maschinengewehr MG42/59 ersetzt.
Oto Melara in Italien erwarb von der italienischen Armee in den 1970er-Jahren eine Anzahl dieser Fahrzeuge und baute sie auf eigene Rechnung komplett um. So wurde es mit einem Dieselmotor und der 105-mm-Kanone L7 des Leopard-1-Panzers ausgerüstet. Die Stückzahl und der Verbleib dieser Fahrzeuge ist gegenwärtig nicht bekannt. Verschiedentlich wurde die Kanone 90 mm M36 mit Rauchabsauger und einfachem Mündungsfeuerdämpfer durch die Kanone 90 mm M41 des M48-Panzers ersetzt.
- M47E1: Spanische Kampfwertsteigerung mit Motor Typ AVDS 1790 Diesel
- M47E2: Spanischer M47E1 mit 105-mm-Kanone L7
- M47ER3: Zwischen 1993 und 1996 in Spanien zum Bergepanzer umgebaute Variante (22 Stück)
- M47 Leguan: 2009 wurde in der spanischen Armee mindestens ein Fahrzeug des Modells M47 mit der Panzerschnellbrücke Leguan ausgerüstet. (Als Trägerfahrzeug wird inzwischen die Wanne des M60 genutzt.)
- Bei der Bundeswehr wurde noch während der Nutzungsphase versucht, die Panzer einer Kampfwertsteigerung zu unterziehen. Dazu wurde ein Experimentierfahrzeug mit einem 8-Zylinder-Mehrstoff-Motor Daimler Benz MB837a mit 600 PS ausgestattet. Durch die bevorstehende Umrüstung auf den Kampfpanzer M48 wurde dieses Vorhaben jedoch wieder aufgegeben.
- Auch die japanische Armee erhielt eine Anzahl der M47 geliefert; wegen der den japanischen Körpergrößen nicht angepassten Dimensionen sah man jedoch von einer Übernahme ab. Die Firma Mitsubishi konstruierte daraufhin, auf dem M47 aufbauend, mehrere Versionen, deren letzte – der STA-4 – als Type 61 in die Streitkräfte eingeführt wurde. Als Hauptwaffe wurde die Kanone des M47 verwendet.

## Technische Daten
| Bezeichnung                   | M47 |
| ----------------------------- | --- |
| Typ:                          | Kampfpanzer |
| Besatzung:                    | 5 |
| Motor:                        | Continental AV-1790-5B, -7, -7B, oder -7C luftgekühlter Zwölfzylinder-Viertakt-Ottomotor (90°-V-Motor)                               |
| Getriebe:                     | General Motors CD-850-4, 2 Vorwärtsgänge, 1 Rückwärtsgang                                                                            |
| Fahrwerk:                     | drehstabgefedertes Stützrollenlaufwerk                                                                                               |
| Bodenfreiheit:                | 390 mm |
| Watfähigkeit:                 | 1200 mm |
| Grabenüberschreitfähigkeit:   | 2590 mm |
| Kletterfähigkeit:             | 910 mm |
| Steigfähigkeit:               | 60 % |
| Querneigung:                  | 40 % |
| Gefechtsgewicht:              | 46.100 kg |
| Höchstgeschwindigkeit Straße: | 48 km/h |
| Kraftstoffmenge:              | 878 Liter |
| Fahrbereich:                  | 150 km Straße, 100 km Gelände |
| Bewaffnung:                   | 90-mm-Kanone M36; 1 × 12,7-mm-M2-HB-Maschinengewehr; 1 × 7,62-mm-M1919-Maschinengewehr; 1 × 7,62-mm-M1919-Maschinengewehr als Bug-MG |
| Munition:                     | 49 Patronen für die BK, 400 Patronen für das M2, 4125 Patronen für das Bug-MG                                                        |

### Fahrwerk
- Kettenbreite: 580 mm
- Bodenauflage der Kette links: 3,78 Meter
- Bodenauflage der Kette rechts: 3,876 Meter
- Kettenglieder: Vergossene, gummigepolsterte Glieder mit V-förmigem Profil Typ T84E1
- Steuerung: Mechanisch über Lenkhebel
- Bremse: Mehrfachscheiben
- Kette: Verbinderkette Typ T80E6 mit 86 Kettengliedern
- Federung: Drehstabfederung mit Kegelstumpffedern im Endanschlag und zwei Stoßdämpfern auf jeder Seite. Sechs doppelte Laufrollen und drei doppelte Stützrollen.
- Antriebsrad: 13 Zähne, Heckantrieb
- Wendekreis: Wenden auf einer Kette

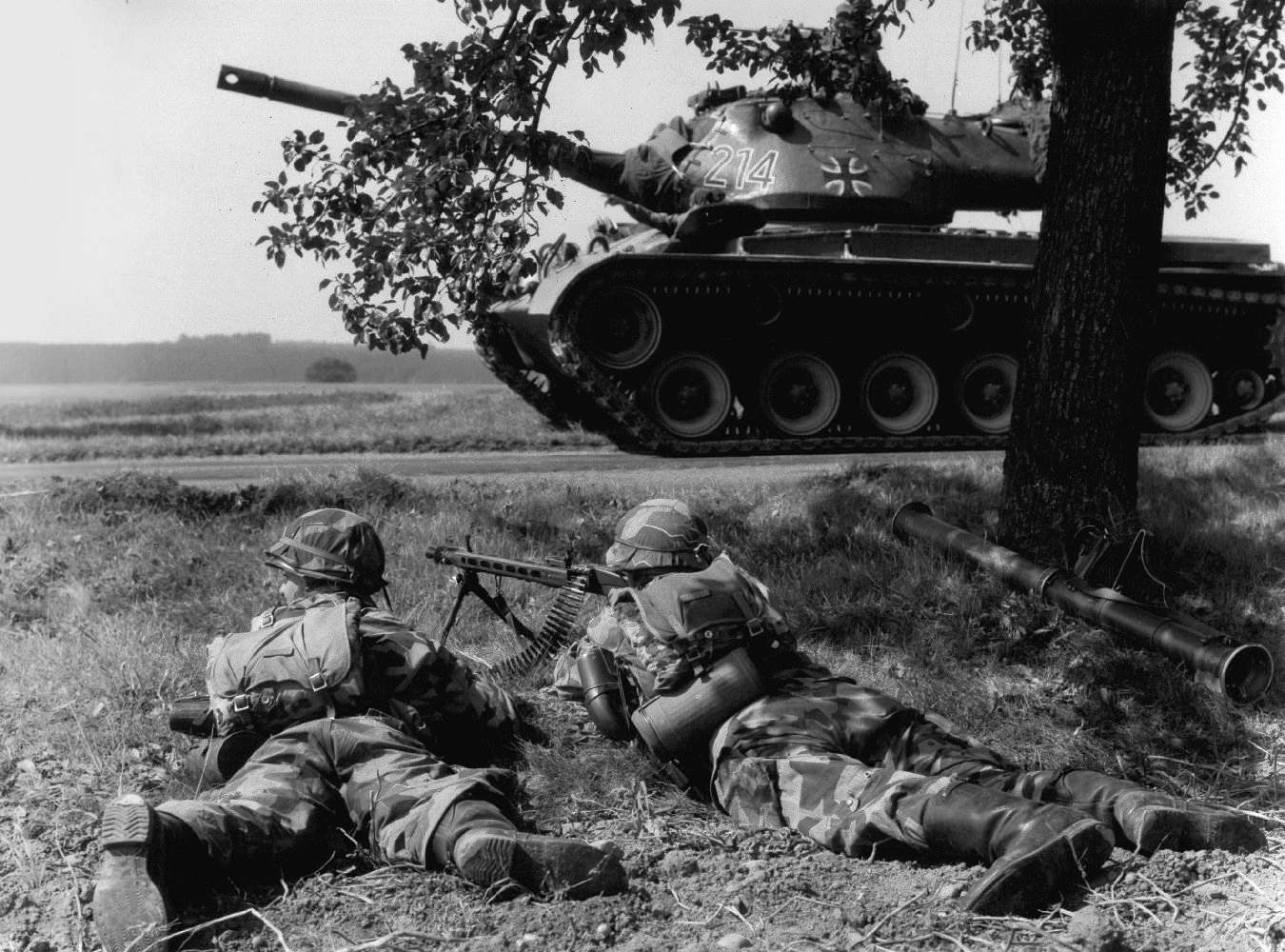
M47 der Bundeswehr, 1956

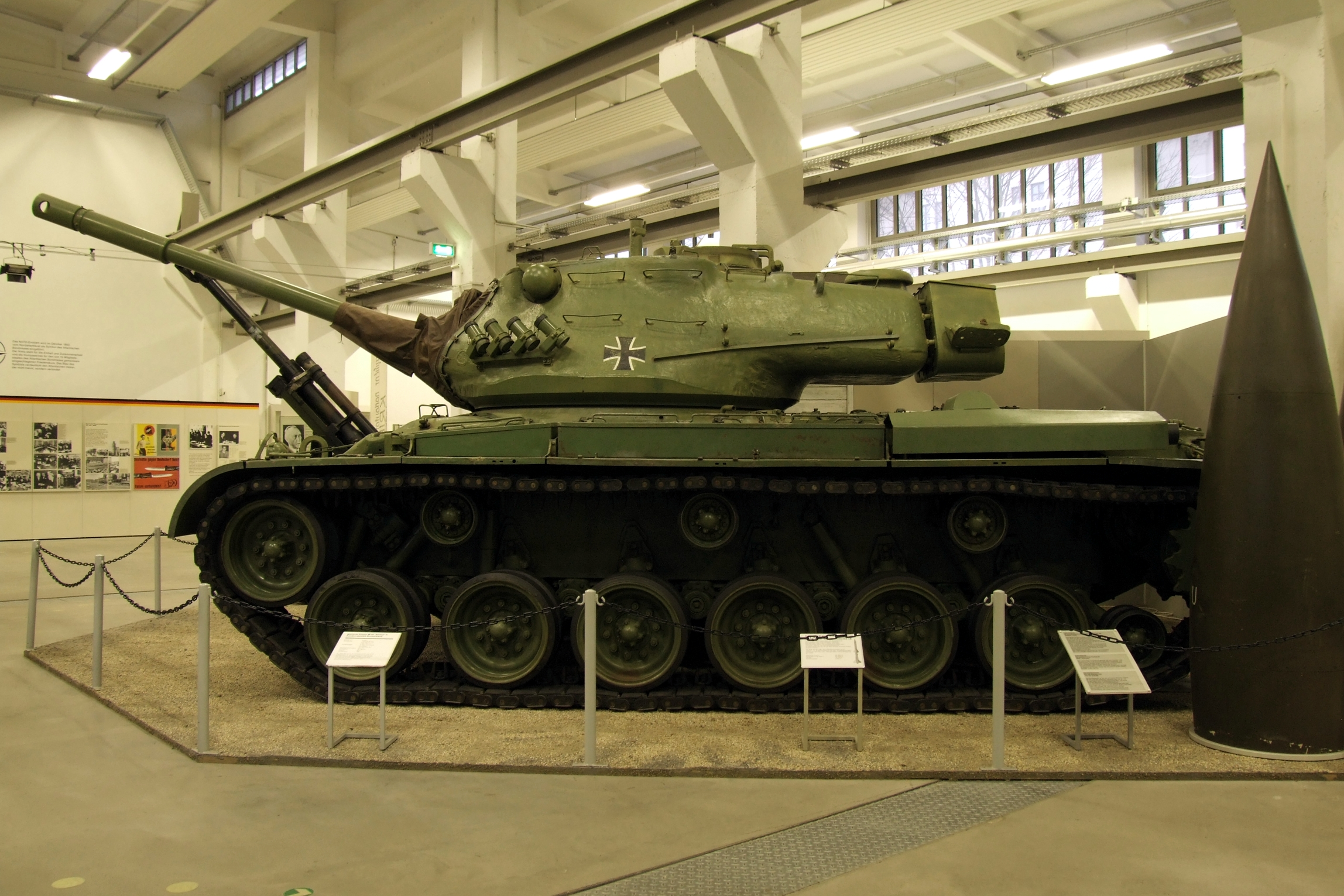
M47 der Bundeswehr im Militärhistorischen Museum in Dresden

- Infrarot Fahrsichtgerät M19

### Munition
- HEAT (High Explosive Anti Tank): Hohlladungsgeschoss
- HEP (High Explosive Plastic): Quetschkopfgranate
- Canister (Kartätsche)
- WP (Weißer Phosphor): Brandgeschoss
- HE (high explosive): Sprenggeschoss, auch mit Verzögerungszünder

### Panzerung
- Wannenfront 115 mm, Anstellwinkel 60°
- Wannenseite vorne 76 mm
- Wannenseite hinten 51 mm
- Wanne hinten 20 mm, Anstellwinkel 62°
- Boden 25 mm
- Turm vorne 100 mm, Anstellwinkel 40°
- Turmseiten 64 mm, Anstellwinkel 30°
- Turm hinten 30 mm, Anstellwinkel 3°
- Turmdach 25 mm

## Einsatz in Streitkräften
Der M47 war in folgenden Staaten in Gebrauch:
- Belgien
- BR Deutschland
- Chile
- Frankreich
- Griechenland
- Irak
- Iran – Laut Website der iranischen Armee befanden sich 2013 noch 168 Fahrzeuge der Typen M47 und M48 im Bestand. Über ihre Einsatzbereitschaft wurde nichts ausgesagt.[5]
- Italien
- Japan
- Jordanien
- Jugoslawien – 319 Stück wurden in den 1950er-Jahren geliefert
- Kroatien – Über 20 Fahrzeuge waren während des Kroatienkrieges noch im Einsatz.
- Niederlande
- Österreich
- Pakistan
- Philippinen
- Portugal
- Saudi-Arabien
- Somalia
- Spanien
- Südkorea
- Türkei
- Vereinigte Staaten